# زوفیا پوسمیش
زوفیا پوسمیش (انگلیسی: Zofia Posmysz; ۲۳ اوت ۱۹۲۳ – ۸ اوت ۲۰۲۲) روزنامه‌نگار، نویسنده، و فیلم‌نامه‌نویس اهل لهستان بود.
او جنگ جهانی دوم از مبارزان جبهه مقاومت بود و توانست از اردوگاه‌های کار اجباری آشویتس و راونسبروک جان سالم به در برد. پوسمیش همچنین توانست برندهٔ جوایزی همچون نشان افتخار تولد لهستان و نشان افتخار شایستگی جمهوری فدرال آلمان شود.